# Cohasset (Californie)
Pour les articles homonymes, voir Cohasset.
Cohasset est une census-designated place située dans le comté de Butte, dans l’État de Californie, aux États-Unis. Lors du recensement de 2010, elle comptait 847 habitants.

## Histoire
La localité s’est appelée Keefers Ridge puis North Point avant de prendre son nom actuel.

## Démographie
| 2000 | 2010 | - | - | - | - |
| ---- | ---- | - | - | - | - |
| 828  | 847  | - | - | - | - |

## Source
- (en) Cet article est partiellement ou en totalité issu de l’article de Wikipédia en anglais intitulé « Cohasset, California » (voir la liste des auteurs).

1. ↑  « Statistiques des États-Unis (Californie) - Profils des communautés de 2010 » (consulté en novembre 2020)